# Škoda 706 RTO
Škoda 706 RTO — міжміський автобус середньої місткості, що виготовлявся автобусним заводом «Кароса» у м. Високе-Мито у 1956—1973 рр. та призначався для роботи на дорогах першого та другого класу. Виробництво шасі та двигуна автобусів 706 RTO здійснювалося компанією LIAZ у Голішові, Karosa виробляла кузов та провадила збірку.
Завод випускав наступні модифікації: Škoda-706 RTO-MEX (міський автобус з двома дверима для пасажирів), Škoda-706 RTO-LUX (автобус, призначений для міжміського сполучення, що мав одні двері для пасажирів та обладнаний комфортабельними спальними сидіннями з регульованим нахилом спинки).
За межами Чехословаччини Škoda 706 RTO також експортувалися в інші соціалістичні країни, такі як Китай і Північна Корея. Це була одна з відомих моделей автобусів у Пекіні. У Пхеньяні також зберігся один Škoda 706 RTO, разом з іншим Škoda 706 RO. На обох їздив Кім Ір Сен.